# アオオビハエトリ
アオオビハエトリ（Siler vittatus (Karsch)）は、ハエトリグモ科に属するクモである。地上性の美しい種で、同時にアリを主に狙うことでも知られる。

## 特徴
雌雄で大きさや体格はやや異なるが、色などは共通する。雄の方が小型で腹部が小さい。
体長は雌で5-7 mm、雄で4-6 mm、体は厚みがあり、歩脚は短め。第1脚が太く、黒い毛を多く持つ。頭胸部と腹部は暗緑色でわずかに金属光沢がある。腹部中央に幅の広い黒い横帯があるのが目立つ。浅間他はこの種とヨダンハエトリを指して日本のハエトリグモ類の中で、体色の派手さでこの2種が際だっていると述べている。

## 分布
日本・中国・韓国・台湾で知られている。日本では、本州から九州、南西諸島（屋久島が南限）に分布している。

## 生態など

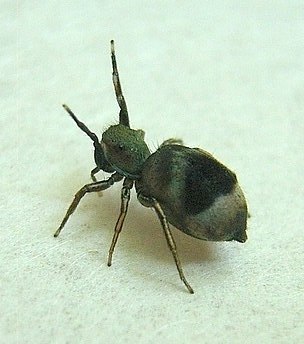
雌成体・第一脚を上げている

平地に多く、山地では少ない。人里近くでも多く見られ、庭園や神社などでもよく見かける。
ほぼ地上性で、地表、石の上、落ち葉・倒木の上などに多いがアリの多い草や木の上にも姿を見せることがある。ほとんど常に第一脚を高く上げ、腹部後端を上下に動かす。
このクモはアリを捕らえることで有名で、よく蟻の巣の周辺に姿を現す。アリを狩る場合、一気に噛み殺すのではなく、ちょっと噛み付いては離して、また噛み付く、という動作を繰り返し、アリが動かなくなったところで運び去って食べる。なお、噛み付く部位について新海はアリの歩脚とし、藤沢は腹部であるとしており、藤沢はアリの種による差かと推測している。
また、アリが自分の幼虫を運んでいる際に、それを奪うことや、アリが行うようにアブラムシの背中を食指で叩いて蜜の分泌を促し、それを食うことも知られている。

## 名称について
和名、学名ともにやや入り組んだ経歴がある。以下の名がシノニムであるとされる。
- Marpissa vittata Karsch：アオオビハエトリ
- Siler cupreus Simon：アカガネハエトリ
- Sirellera barbata Boesenberg et Strand：メグロハエトリ

しかも、後2者がそれぞれ属のタイプ種となっている。和名についてはアオオビハエトリで定着しているので問題はない。

## 近縁種
日本からは、オビハエトリ属は本種のほかに以下の2種が知られ、いずれも南西諸島に分布する。
- アカオビハエトリ Siler rubrum  奄美群島および沖縄諸島に分布し、雌雄とも頭胸部の朱赤色が目立つ。メスの腹部にはカラオビハエトリのメスに似た斑紋があるが、オスの腹部は一様に黒っぽい。2019年に新種記載されたばかりで、それ以前はカラオビハエトリと混同されていた。
- カラオビハエトリ Siler collingwoodi  八重山諸島に分布。国外では中国から知られる。オスの腹部にも赤い斑紋があり、また第一歩脚には黒い毛が密生する。

アオオビハエトリを含めた3者の系統関係は、mt-COI遺伝子の比較によると、アオオビハエトリとカラオビハエトリが姉妹群となり、アカオビハエトリはその外に位置する。

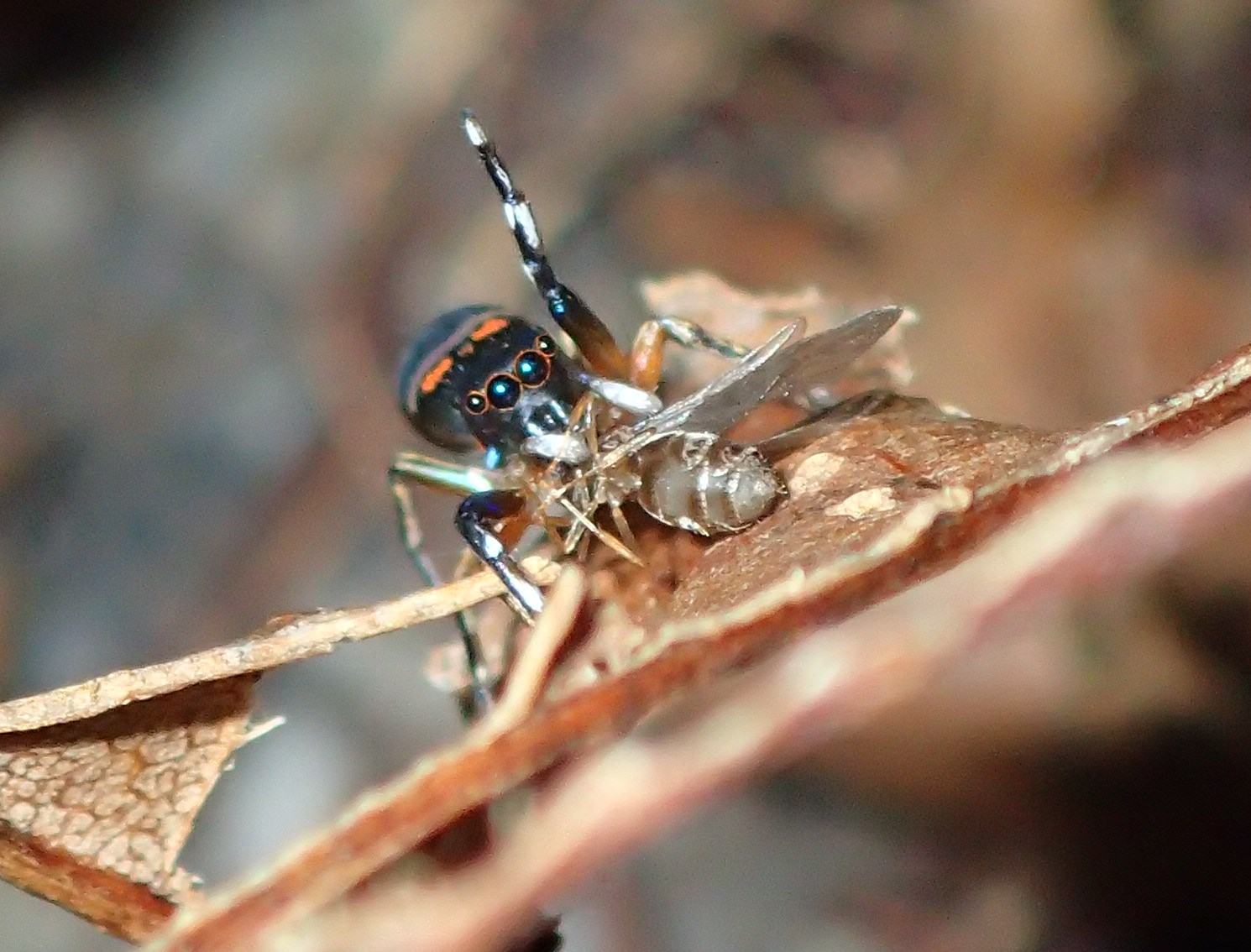
アカオビハエトリ♀ 羽アリを捕食